# Jordi Rubio
Jordi Rubio Gómez (ur. 1 listopada 1987) – piłkarz andorski grający na pozycji obrońcy. Od 2008 roku jest zawodnikiem klubu UE Santa Coloma.

## Kariera klubowa
Swoją karierę piłkarską Rubio rozpoczął w klubie FC Andorra, w którym zadebiutował w 2006 roku i grał w nim do 2008 roku w hiszpańskich ligach regionalnych. W 2008 roku został zawodnikiem UE Santa Coloma. W sezonie 2012/2013 zdobył Puchar Andory.

## Kariera reprezentacyjna
W reprezentacji Andory Rubio zadebiutował 16 sierpnia 2006 roku w przegranym 0:3 towarzyskim z Białorusią, rozegranym w Mińsku. W swojej karierze grał już w: eliminacjach do Euro 2008, do MŚ 2010 i do Euro 2012.